# Ariobarzanes II de Capadocia
Ariobarzanes II Filopator (en griego antiguo: Ἀριοϐαρζάνης Φιλοπάτωρ, romanizado: Ariobarzánēs Philopátōr «El que ama a su padre») fue rey de Capadocia. Sucedió a su padre Ariobarzanes I en el 63/62 a. C.
Se convirtió en rey tras la abdicación de su padre. Era descendiente de persas y griegos. Su esposa se llamaba Atenais, hija del rey Mitrídates VI del Ponto.
Admirador de la cultura griega, restauró el Odeón de Atenas, que había sido incendiado por Sila. Murió asesinado, según Cicerón, víctima de una conspiración, de la que se desconocen los detalles, antes del año 51 a. C.  

Le sucedió su hijo Ariobarzanes III Eusebio Filirromano. Fue padre también de Ariarates X Eusebio Filadelfo.
| Predecesor: Ariobarzanes I Filorromano | Rey de Capadocia 63 a. C. - 52 a. C. | Sucesor: Ariobarzanes III Eusebio Filorromano |